# John Engels

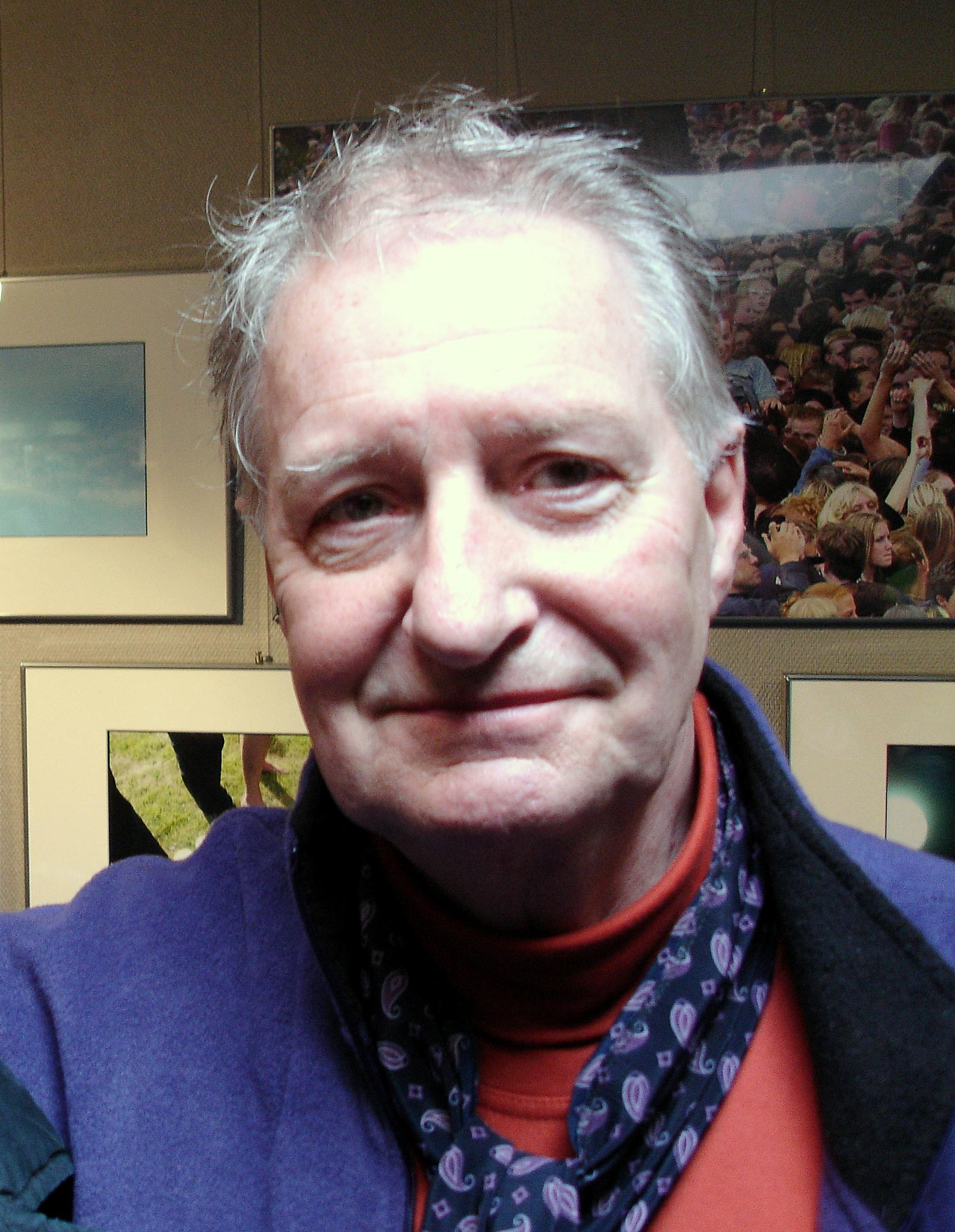
John Engels 2007

John Engels, auch Johnny Engels, (* 13. Mai 1935 in Groningen) ist ein niederländischer Jazz-Schlagzeuger.

## Leben
Engels stammt aus einer musikalischen Familie (sein Vater John Engels Sr., geboren 1913, war ebenfalls Schlagzeuger und außerdem Kontrabassist) und wuchs in Den Haag auf. Sein Interesse für Jazz erwachte, als ihn sein Vater in die „Jazz at the Philharmonic“-Konzerte mitnahm, wo er u. a. Hank Jones und Ray Brown hörte. Ab 1953 arbeitete Engels professionell als Schlagzeuger, zunächst im Trio von Pia Beck, dann in Deutschland mit dem surinamischen Saxophonisten Kid Dynamite und für zehn Jahre in den „Diamond Five“ des Pianisten Cees Slinger. Er war auch Mitglied der Bigband von Boy Edgar und spielte in zahlreichen Radio- und Fernsehshows (mit dem Trio Louis van Dijk, dem auch Jacques Schols angehörte). Engels begleitete Jazzmusiker wie Stan Getz, Ben Webster, Phil Woods, Dizzy Gillespie, Johnny Griffin, Clifford Brown, Tommy Flanagan und Wynton Marsalis. 1986 bis 1987 war er mit Chet Baker auf Tournee in Japan, was er selbst als einen der Höhepunkte seiner Karriere sieht. Von seinen Platten und CDs (er spielt auf über 140 mit)  haben neun einen Edison-Preis gewonnen.
1985 gewann er den Bird Award auf dem North Sea Jazz Festival, bei dem er auch regelmäßig auftritt. 1988 erhielt er den Boy-Edgar-Preis. 2001 wurde er von der niederländischen Königin Beatrix zum Ritter des Ordens von Oranje-Nassau geschlagen. 1987 bis 1993 und 2000 bis 2002 gewann er jedes Jahr den Benelux Award als bester Schlagzeuger.